# Cratere Oglala
Oglala  è un cratere sulla superficie di Marte.